# خليج فنلندا
خليج فنلندا ((بالفنلندية: Suomenlahti)؛ (بالإستونية: Soome laht)؛ (الروسية: Фи́нский зали́в) ؛ (بالسويدية: Finska viken)) هو خليج يقع شرق بحر البلطيق، ويمتد بين فنلندا (شمالاً) وإستونيا (جنوباً) وصولاً إلى مدينة سانت بطرسبرغ في روسيا (شرقا). يُعد الخليج مصب نهر نيفا، ومن أهم المُدن التي تُطل عليه هُناك هلسنكي وتالين عاصمتي كُل من فنلندا وإستونيا على التوالي. تنتمي الأجزاء الشرقية من خليج فنلندا إلى المياه الإقليمية الروسية، وتقع بعض من أهم الموانئ النفطية الروسية في هاته المنطقة بالقرب من سانت بطرسبرغ (بما في ذلك بريمورسك). كان خليج فنلندا ولا يزال ذا أهمية إستراتيجية كبيرة لروسيا، حيث يُعد طريقا بحريا إلى مدينة سانت بطرسبرغ. يُعاني خليج فنلندا من بعض المشاكل البيئية خُصوصا في منطقته الضحلة، كما أن هاته المشاكل لها تأثير على بحر البلطيق أيضا.

## التاريخ

### قبل سنة 1700
اكتُشفت العديد من المواقع القديمة على شواطئ الخليج، والتي يعود تاريخها إلى حوالي 9 آلاف سنة. بدأ البشر في استيطان هذه الأماكن بعد فترة وجيزة من انحسار الأنهار الجليدية خلال العصر الجليدي وانخفاض مُستوى المياه في بحر ليتورينا. عُثر على بقايا حوالي 11 مستوطنة من حقبة العصر الحجري الحديث عند مصب نهر سيسترا في لينينغراد أوبلاست، وذلك منذ سنة 1905. تضُم هاته البقايا رؤوس سهام وكاشطات مصنوعة من الكوارتز والعديد من أواني الطعام وآثار أُخرى، مما يدُل على اعتماد هؤلاء المُستوطنين على نشاط الصيد بدلاً من الأنشطة الزراعية أو تربية الحيوانات.

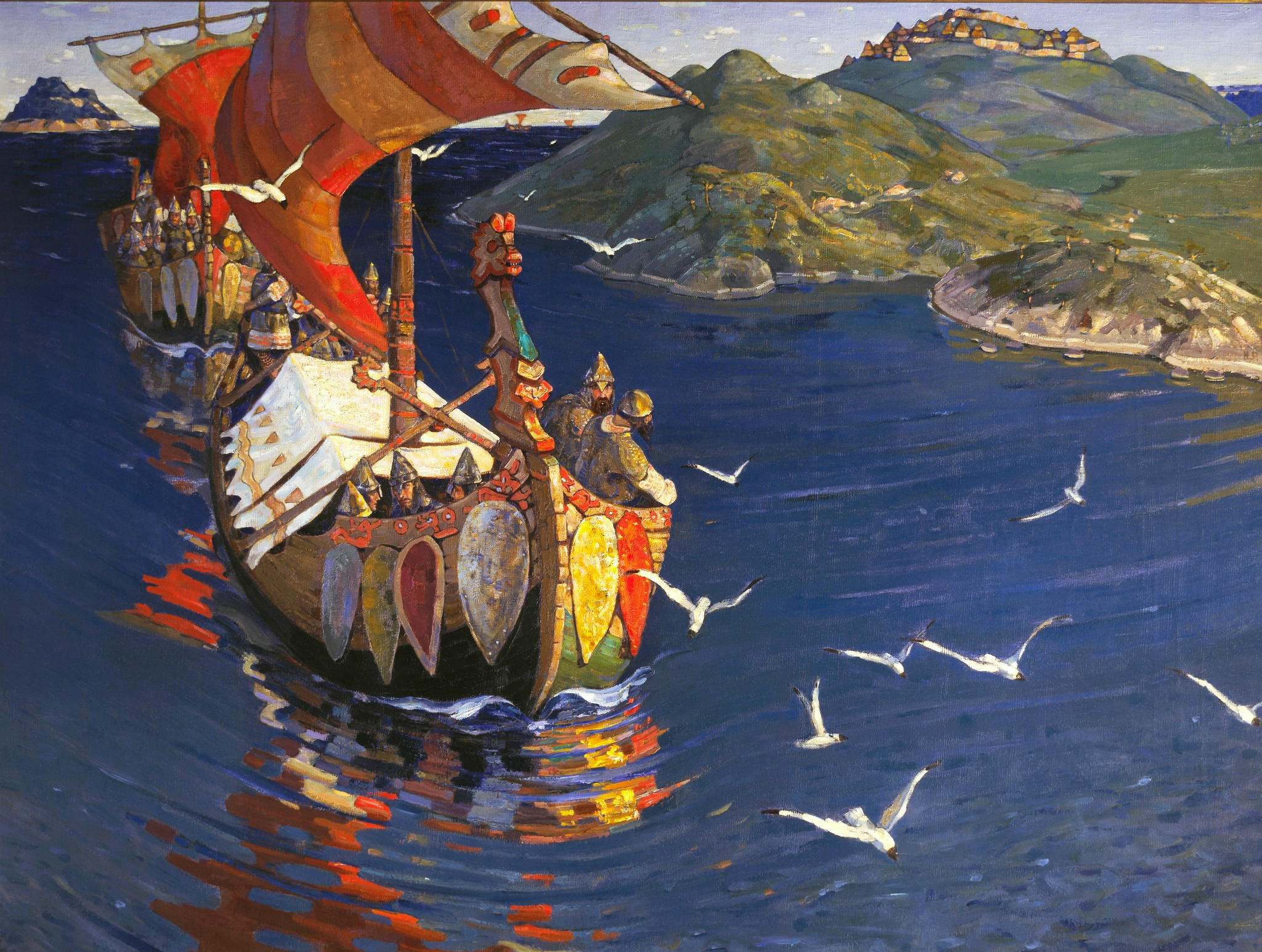
لوحة تحت عُنوان "Overseas Guests" للرسام نيكولاس رويريتش رسمها سنة 1899

بعد ذلك، استوطنت الشعوب الفنلندية الأوغرية سواحل الخليج. سكن شعب الإيستي منطقة إستونيا الحديثة، فيما استوطن شعب الفوتي السواحل الجنوبية للخليج، أما شعب الإيجوريون فقد استوطنوا منطقة جنوب نهر نيفا، بينما استقرت قبائل كوريلا غرب بحيرة لادوغا. في القرنين الثامن والتاسع الميلاديين، اتخذ السلاف الشرقيون من ضفاف نهر نيفا وخليج فنلندا وطنا لهُم. كان هؤلاء يعملون في الزراعة باعتماد طريقة القطع والحرق، كما اشتغلوا أيضا في تربية الحيوانات والصيد البري وصيد الأسماك. خلال الفترة من القرن الثامن إلى القرن الثالث عشر، كان خليج فنلندا ونهر نيفا جزءًا من الممر المائي من الدول الاسكندنافية إلى الإمبراطورية البيزنطية مُرورا عبر أوروبا الشرقية.
من القرن التاسع، كان الساحل الشرقي للخليج ينتمي إلى فيليكي نوفغورود وكان يُطلق عليه اسم فودسكايا بياتينا. في سنة 1219 ونتيجة للحملة الصليبية ومعركة ليندانيس، أصبحت إستونيا الشمالية جُزءًا من الدنمارك فيما عُرف آنذاك باسم دوقية إستونيا أو إستونيا الدنماركية. في القرن الثاني عشر، أُسست مدينة ريفال ((باللاتينية: Revalia) ، (الروسية: Колыва́нь)) في نفس المنطقة التي توُجد بها مدينة تالين حاليا. نتيجة للانتفاضة الإستونية في عام 1343، تم الاستيلاء على منطقة شمال إستونيا من قبل النظام التوتوني وبيعت من قبل الدنمارك سنة 1346. في عام 1559، وخلال الحرب الليفونية، باع أسقف أوسيل-ويك في ليفونيا القديمة أراضيه إلى الملك فريدريك الثاني ملك الدنمارك مقابل 30 ألف تالر. أعطى ملك الدنمارك المنطقة لأخيه الأصغر ماغنوس الذي هبط في ساريما مع جيشه سنة 1560. أصبحت ساريما بأكملها ملكية دنماركية عام 1573، وظلت كذلك حتى انتقل حُكمها إلى السويد سنة 1645.
في القرنين الثاني عشر والثالث عشر، غزا السويديون القبائل الفنلندية الواقعة شمال الخليج. يرجع تاريخ المواجهة الأولى بين الطرفين (السويد وروسيا) إلى سنة 1142 عندما هاجمت 60 سفينة سويدية 3 سفن تجارية روسية. بعد هجوم سويدي سنة 1256، عبر الجيش الروسي بقيادة ألكسندر نيفسكي الخليج المُتجمد وداهم الأراضي السويدية في فنلندا الحديثة. في عام 1293، أسس المُشير السويدي توركال كنوتسون قلعة ومدينة فيبورغ. دارت معارك عديدة لعقود حول هاته القلعة بين السويد وجمهورية نوفغورود. بموجب معاهدة نوتيبورغ في عام 1323، تم الاعتراف أخيرًا بفيبورغ كجُزء من السويد. صمدت المدينة أمام حصار طويل قاده دانييل شتشينيا خلال الحرب الروسية السويدية 1496-1499. في سنة 1403، أصبحت الامتيازات التجارية في المدينة مُستأجرة من قبل الملك إريك من بوميرانيا. ظلت فيبورغ في أيدي السويد حتى استولى عليها بطرس الأكبر في الحرب الشمالية الكبرى سنة 1710.
في سنة 1323، حددت مُعاهدة نوتنبرغ الحدود بين السويد وروسيا على طول نهر سيسترا. في القرن الخامس عشر، أُلحقت أراضي الإيجوريون في جمهورية نوفغورود بدوقية موسكو الكبرى. في سنة 1550، أسس غوستاف الأول مدينة على أراضي مدينة هلسنكي الحديثة. نتيجة للهزيمة الروسية في الحرب الإنغرية التي دارت في الفترة مابين سنة 1610 و1617 ومعاهدة ستولبوفو سنة 1617، أصبحت الأراضي الواقعة على خليج فنلندا ونهر نيفا جُزءًا من إنغريا السويدية. وقد كانت عاصمتُها نيين تقع في دلتا نهر نيفا.

### منذ سنة 1700
استعادت روسيا الجُزء الشرقي من الخليج بعد انتصارها في حرب الشمال الكبرى خلال الفترة من 1700إلى 1721. في 16 مايو 1703، تأسست مدينة سانت بطرسبرغ عند مصب نهر نيفا بالقرب من نيين، وفي عام 1712 أصبحت سانت بطرسبرغ عاصمة لروسيا. بُنيت قلعة كرونشلوت على جزيرة اصطناعية بالقرب من جزيرة كوتلين في مايو 1704، بغرض حماية المدينة من الأسطول السويدي. بحلول عام 1705، بُنيت خمسة قلاع أخرى بالقُرب من مدينة كرونشتات. صُممت هذه التحصينات، التي أطلق عليها المُعاصرون «الدردنيل الروسي»، للسيطرة على الممر المائي في الخليج.
في عام 1710، أُنشئت مدينتا بيترهوف وأورنينباوم على الشاطئ الجنوبي لخليج فنلندا. في 27 يوليو 1714، وبالقُرب من شبه جزيرة هانكو، انتصرت البحرية الروسية على البحرية الإمبراطورية السويدية في معركة غانغوت. انتهت الحرب الروسية السويدية سنة 1721 بموجب معاهدة نيستاد، والتي استلمت بموجبها روسيا جميع الأراضي على طول نهر نيفا وخليج فنلندا، بالإضافة إلى إستلاند وليفونيا السويدية والجُزء الغربي من البرزخ الكاريلي، بما في ذلك فيبورغ. بعد ذلك بسنوات، عادت فنلندا إلى السيادة السويدية. استُؤنفت الحرب في الفترة (1788-1790)، ووقعت معركة هوغلاند في 6 يوليو 1788 بالقُرب من جزيرة غوغلاند. كانت المعركة والحرب طفيفة نسبيًا وغير حاسمة، وأسفرت نتيجتها عن احتفاظ روسيا بأراضيها.
نشبت الحرب الروسية السويدية التالية في الفترة 1808-1809، وانتهت بتوقيع مُعاهدة فريدريكسهامن التي أعطت لروسيا حقوقًا على أراضي فنلندا وجزر أولاند. نالت دوقية فنلندا الكبرى التي تأسست حديثًا في عام 1809 استقلالًا ذاتيًا واسعًا داخل الإمبراطورية الروسية وعادت كاريليا الغربية إلى فنلندا. في 6 ديسمبر 1917، أصدر البرلمان الفنلندي إعلان استقلال فنلندا. ضم الاتحاد السوفيتي كاريليا الغربية بعد ذلك في حرب الشتاء.
أعلنت إستونيا استقلالها في 24 فبراير 1918، وخاضت بعدها حرب الاستقلال. كانت الجمهورية قائمة حتى عام 1940 حين ضمها الاتحاد السوفيتي من جديد. استعادت إستونيا استقلالها بعد تفكك الاتحاد السوفياتي سنة 1991.
|              |               |                                                                                     |
| معركة غانغوت | معركة هوغلاند | لوحة "Sea battle at Vyborg (1790)" رسمها الرسام الأوكراني إيفان إيفازوفسكي سنة 1846 |

في مارس 1921، أُخمد تمرد البحارة في كرونشتاد من قبل الجيش الأحمر. شهد خليج فنلندا العديد من العمليات البحرية الرئيسية خلال الحرب العالمية الثانية. في أغسطس 1941، أثناء إخلاء أسطول البلطيق من تالين إلى كرونشتاد، أغرقت القوات الألمانية 15 سفينة عسكرية روسية (5 مدمرات وغواصتان و3 سفن حراسة وكاسحتي ألغام وزورقين حربيين وقارب طوربيد واحد) بالإضافة إلى 43 سفينة نقل ودعم. لا تزال العديد من السفن في قاع الخليج بالقرب من كيب جوميندا، وقد نُصب نصب تذكاري هُناك تخليدا لذكرى أولئك الذين فُقدوا في الأحداث.
في سنة 1978، بدأت أعمال تشييد سد سانت بطرسبرغ بهدف حماية سانت بطرسبرغ من الفيضانات المُتكررة. توقف أعمال التشييد في أواخر الثمانينيات عند نسبة 60٪، وذلك بسبب مشاكل مالية مُتعلقة أساسا بتبعات تفكك الاتحاد السوفيتي. استُؤنف العمل فيه لاحقا سنة 2001 وقد اكتملت أعمال البناء في شهر أغسطس لسنة 2011.

## الجغرافيا

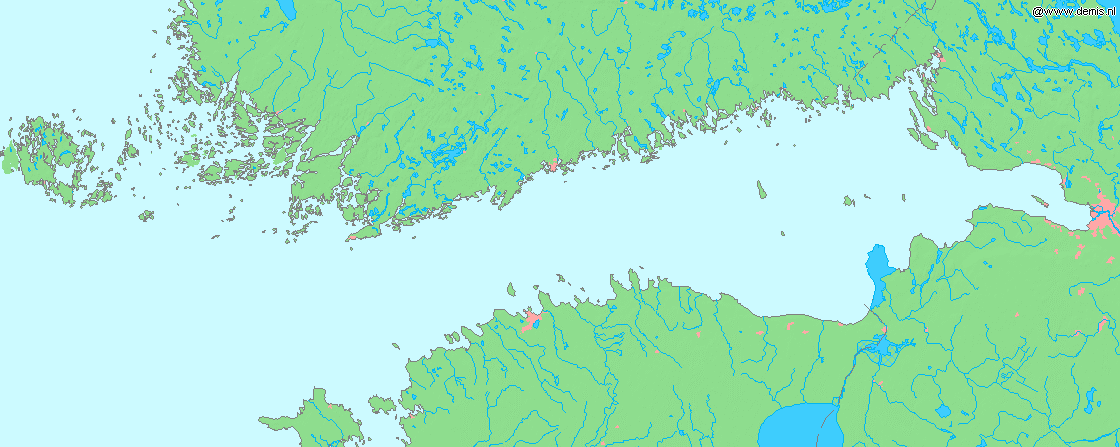
خليج فنلندا

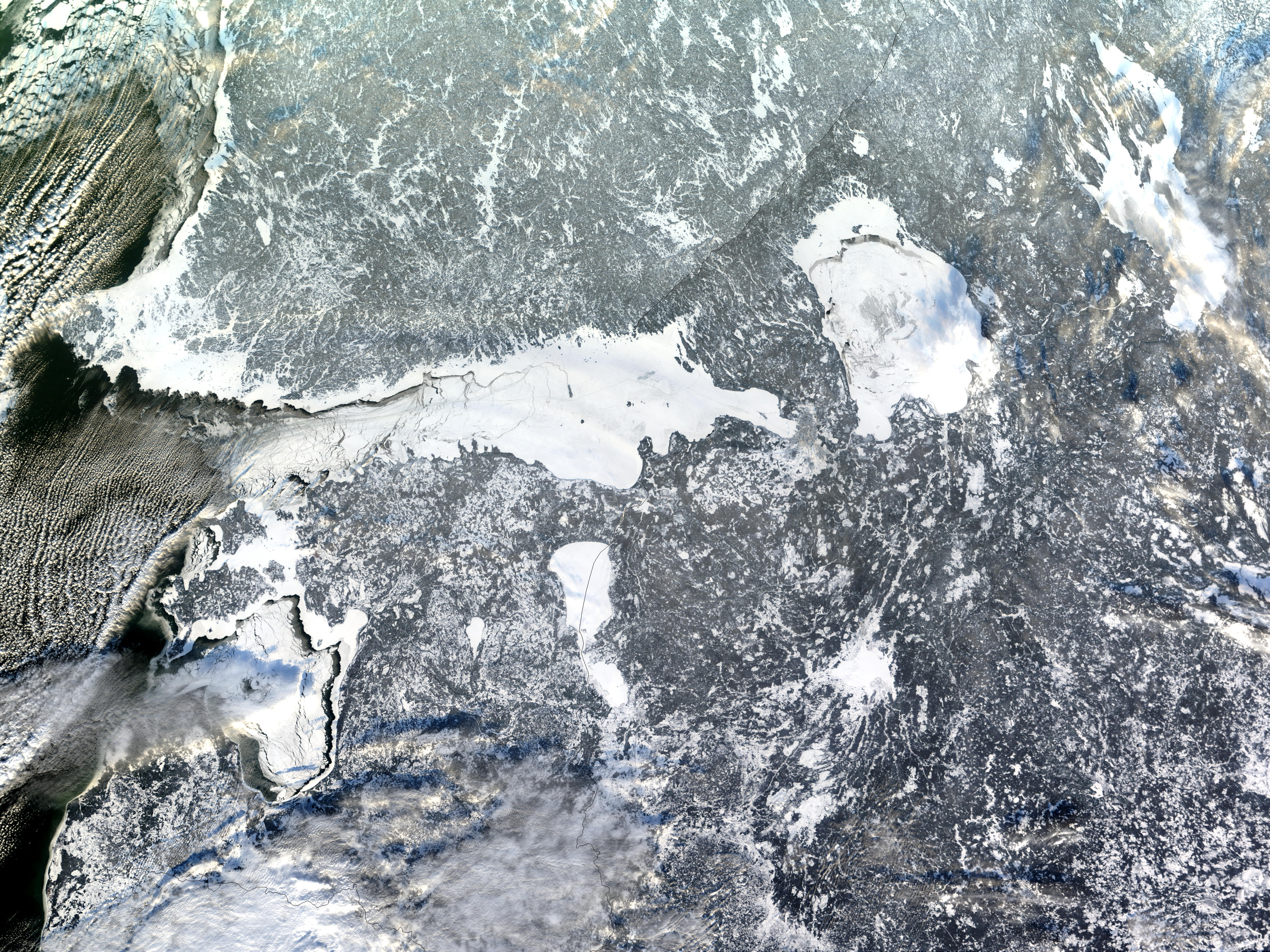
صورة بالأقمار الصناعية تُظهر الخليج متجمداً بالكامل في يناير 2003.

تُعد مياه خليج فنلندا مياها ضحلة نسبيًا، وتبلغ مساحة هذا الأخير الإجمالية 30,000 كيلومتر مربع (12,000 ميل2). يبلُغ طول الخليج (من شبه جزيرة هانكو إلى سانت بطرسبرغ) 400 كيلومتر (250 ميل)، بينما عرضُه يتراوح بين 70 كيلومتر (43 ميل) بالقُرب من مدخل الخليج و130 كيلومتر (81 ميل) عند جزيرة موشني، فيما ينخفض العرض إلى 12 كيلومتر (7.5 ميل) عند خليج نيفا. ينخفض عُمق الخليج كُلما اتجهنا من المدخل في اتجاه القارة، ويبلُغ مُتوسط العُمق 38 متر (125 قدم)، بينما يصل في أقصاه إلى 115 متر (377 قدم). لا يتجاوز عُمق خليج نيفا 6 متر (20 قدم). يُعد مُعدل مُلوحة مياه الخليج منخفضا للغاية، حيث يتراوح بين 0.2 و0.3نسبة ألفية على السطح وبين 0.3 و0.5 ‰ بالقُرب من القاع، وهذا راجع بالأساس إلى التدفق الكبير للمياه العذبة من الأنهار، وخاصة من نهر نيفا. أما مُتوسط درجة حرارة المياه فهُو قريب من 0 °م (32 °ف) في الشتاء؛ وما بين 15–17 °م (59–63 °ف) على السطح و2–3 °م (36–37 °ف) في القاع، وذلك خلال فصل الصيف. يُمكن أن تتجمد بعض الأجزاء من الخليج خلال الفترة من أواخر نوفمبر إلى أواخر شهر أبريل، حيث يبدأ التجمد من الشرق ويمتد تدريجياً في اتجاه الغرب. يحدث التجمد الكامل عادةً بحلول أواخر شهر يناير، وقد لا يحدث أبدا خلال فصول الشتاء المعتدلة. تتسبب الرياح الغربية القوية والمُتكررة في حدوث أمواج عاتية وفيضانات.
يتوفر الساحل الشمالي للخليج على العديد من الخلجان الصغيرة والمُنحدرات، وعدد قليل من الخلجان الكبيرة (فيبورغ) وأشباه الجُزر (هانكو وبورككالانيمي)، وهُو أيضا ساحل مُرتفع ومُتعرج، كما تنتشر عبره العديد من الكُثبان الرملية الوفيرة مع تواجد بعض من أشجار الصنوبر في بعض الأحيان. أما الشواطئ الجنوبية للخليج فهي سلسة وضحلة، ويمتد جرف من الحجر الجيري على طول الساحل بأكمله، بارتفاع يصل إلى 55 متر (180 قدم). ينتهي الخليج في الشرق بخليج نيفا، بينما ينتهي في الغرب من خلال اندماجه مع بحر البلطيق.
يحتوي الخليج على العديد من الجزر، وتُعد جزيرة كوتلين أكبرها، وتضُم هاته الأخيرة مدينة كرونشتادت التي يبلُغ عدد سكانها 42,800 نسمة. من بين الجُزر أيضا هُناك جزيرة بيريوزوفي، وجزيرة ليزي، وجزيرة مالي فيسوتسكي القريبة من مدينة فيسوتسك (يبلُغ عدد سكانها 1,706)، وهوغلاند، وجزيرة موشتشني، وجزيرة بولشوي تيوترز، وسومرز، ونايسار، وكيميتوون، وكوكار، وسيسكار، وجزر باكري، ...إلخ.
ابتداء من سنة 1710، أنشأت روسيا 19 جزيرة اصطناعية مُحصنة في الخليج. كان الغرض الأساسي وراء إنشاء هاته الجُزر هُو صد الهجمات البحرية على روسيا، خاصة في سياق حرب الشمال العظمى في الفترة من 1700 إلى 1721. تشمل هذه الحصون حصن ألكسندر وحصن كراسنايا غوركا وحصن إينو وتوتليبين.
أكبر الأنهار التي تصب في الخليج هي نهر نيفا من الشرق، وأنهار نارفا وياغالا وكايلا وبيريتا وكوندا ولوغا وسيستا وكوفاشي من الجنوب، ونهر كيمي وسيسترا وبورفو وفانتا والعديد من الأنهار الصغيرة الأخرى من جهة الشمال. تربط قناة سايما الخليج ببحيرة سايما.

### المدى
تُحدد المنظمة الهيدروغرافية الدولية الحد الغربي لخليج فنلندا كخط يمتد من سبيثامي (59 ° 13'N) في إستونيا، عبر جزيرة أوسموسار الإستونية من الجنوب الشرقي إلى الشمال الغربي، وإلى أقصى جنوب غرب شبه جزيرة هانكو (22 ° 54'E) في فنلندا.

## الاقتصاد
يحتوي الساحل الجنوبي للخليج على محطة لينينغراد للطاقة النووية وشبكة من الموانئ والأماكن الطبيعية والتاريخية الفريدة. من الموانئ الرئيسية في روسيا ووظائفها الأساسية نجد موانئ سانت بطرسبرغ (جميع أنواع البضائع)، وكرونشتاد (شحن الحاويات)، ولومونوسوف (البضائع العامة والحاويات والمعادن)، وفيبورغ (البضائع العامة)، وبريمورسك (النفط والمنتجات البترولية)، وفيسوتسك (النفط والفحم)، وأوست لوغا (النفط والفحم والأخشاب والحاويات. أما في فنلندا فهُناك موانئ هلسنكي (الحاويات)، وكوتكا (الحاويات والأخشاب والمُنتجات الزراعية) والذي يُعد ميناء الشحن الرئيسي لروسيا، هانكو (الحاويات والمركبات)، توركو (الحاويات وعبّارات السكة الحديدية)، كيلبيلاهتي/ميناء سكولدفيك (مصفاة للنفط). بينما في إستونيا هُناك موانئ تالين (الحبوب والثلاجات والزيوت)، بالديسكي، سيلاما. يُعد خليج فنلندا جُزءا مُهما من الممر المائي فولغا - البلطيق وقناة البحر الأبيض إلى بحر البلطيق. تمر عبر خليج فنلندا عدة سلع ذات أهمية من بينها الأباتيت من شبه جزيرة كولا، والغرانيت الكاريلي والحجر الأخضر، والأخشاب من أوبلاست أرخانغلسك وفولوغدا، والمعادن الحديدية من تشيريبوفيتس، والفحم من دونباس وحوض كوزنيتسك، والبيريت من الأورال، وكلوريد البوتاسيوم من سوليكامسك، والنفط من منطقة فولغا، والحبوب من مناطق عديدة في روسيا.
يشمل نقل الركاب في الخليج عددًا من خطوط العبارات التي تربط الموانئ التالية : مينائي هلسنكي وهانكو في فنلندا، وميناء ماريهامن في جزر آلاند، ومينائي ستوكهولم وكابيلسكار في السويد، ومينائي تالين وبالديسكي في إستونيا، وميناء روستوك في ألمانيا، ومينائي سانت بطرسبرغ وكالينينغراد في روسيا، والعديد من المدن الأخرى.
يُعد صيد الأسماك من بين الأنشطة الرئيسية والتاريخية الأُخرى في الخليج، خاصة على الساحل الشمالي بالقرب من فيبورغ وبريمورسك وعلى الساحل الجنوبي بالقرب من أوست لوغا. نجد من بين أنواع الأسماك التجارية التي توجد بوفرة في مياه الخليج أسماك الرنكات والإسبرط والصهر الأوروبي والأسماك البيضاء والأبراميس والروش وسمك الفرخ وثعبان البحر الأوروبي وأسماك اللامبري وغيرها. في عام 2005، اصطادت السفن في سانت بطرسبرغ ولينينغراد أوبلاست كمية أسماك بلغت 2,000 طن.
في سبتمبر 2005، تم التوقيع على الاتفاقية الخاصة ببناء خط أنابيب الغاز نورد ستريم 2 على بحر البلطيق، بحيث سيربط بين مدينة فيبورغ في روسيا ومدينة غرايفسفالد الألمانية. كان من المُتوقع أن يبدأ تشغيل الخط الأول في عام 2011. اكتملت أعمال تشييد الخط الأول من نورد ستريم بحلول مايو 2011، وافتتح بعدها الخط في 8 نوفمبر. افتُتح الخط الثاني في 8 أكتوبر 2012.
|                                       |                       |                         |                 |
| الميناء الرئيسي في مدينة سانت بطرسبرغ | بالقرب من ميناء تالين | صورة جوية لمدينة هلسنكي | سد سانت بطرسبرغ |

## التاريخ الجيولوجي
يمكن إرجاع الكساد الحديث إلى شق الأنهار الكبيرة خلال العصر الحجري الحديث قبل التجلد الرباعي. أدت هذه الأنهار إلى تآكل الطبقات الرسوبية فوق درع فينوسكانديان. وقد تكون هذا التآكل على وجه الخصوص من مواد من العصر الإدياكاري ومن الحجر الرملي خلال العصر الكامبري. مع تقدم التآكل، واجهت الأنهار طبقات أقوى من الحجر الجيري خلال العصر الأوردوفيشي، مما أدى إلى تشكل مُنحدرات من الحجر الجيري في شمال إستونيا وإنغريا. بعد ذلك، تشكل المُنخفض من جديد من خلال نشاط الأنهار الجليدية.أدى تراجع هاته الأخيرة إلى تشكل بحر ليتورينا، الذي كان منسوب مياهه أعلى بحوالي 7-9 أمتار من المُستوى الحالي لبحر البلطيق. منذ حوالي 4,000 عام، انحسر البحر وأصبحت المياه الضحلة في الخليج جُزرا. أدى ارتفاع درع البلطيق لاحقا إلى انحراف سطح الخليج، ما أدى بدوره إلى كون الشواطئ الشمالية القديمة للخليج أعلى بكثير من الشواطئ الجنوبية.
|                                                |                                |                                                |                       |                           |
| ساحل الخليج بالقُرب من كوماروفو في سانت بطرسبرغ | جُزر تقع بالقُرب من مدينة هلسنكي | منظر على الخليج من كنيسة القديس أولاف في تالين | صيادون في خليج فنلندا | غروب الشمس في خليج فنلندا |

|                         |                                    |                                       |
| كرنشتات خلال فصل الشتاء | صورة بانورامية لنهر نيفا من الخليج | منظر يخُص جزيرة غوغلاند من مدينة كوتكا |

## النباتات والأسماك

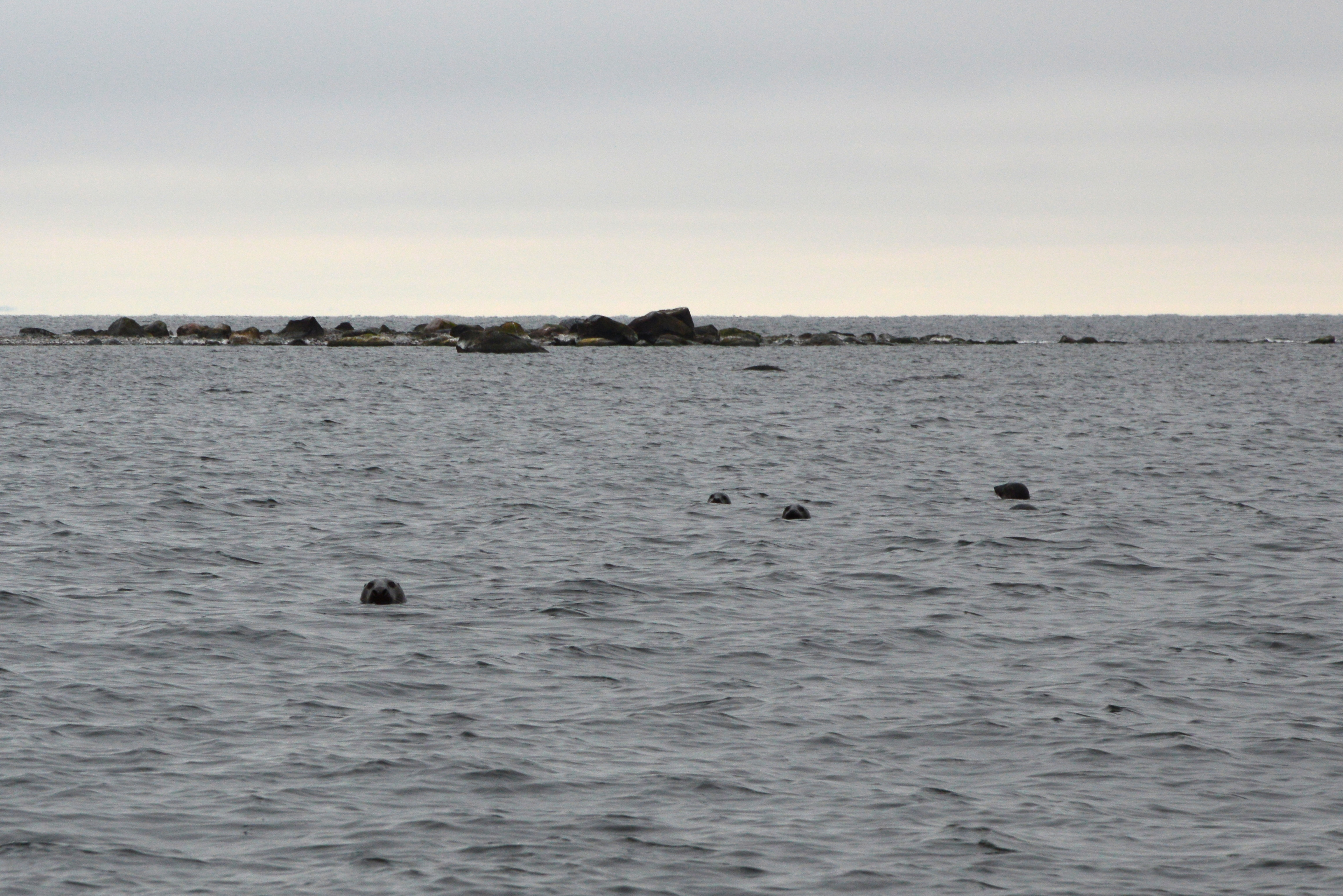
جزر مالوسي في إستونيا هي واحدة من الأماكن الرئيسية التي تعيش فيها الفقمة الرمادية في خليج فنلندا.

يسود المنطقة مُناخ قاري رطب، يتميز بصيف معتدل إلى حار وبارد، وشتاء قاس أحيانًا مع كمية مُنتظمة من التساقطات المطرية. يُهيمن على الغطاء النباتي مزيج من الغابات الصنوبرية والنفضية والمُروج والمُنحدرات الغير مُشجرة على الساحل. تنتشر في هاته الغاباتأشجار الصنوبر والتنوب والبتولا والصفصاف والروان والحور الرجراج والألدر الشائع والرمادي. في أقصى الجزء الشرقي من الخليج، يتكون الغطاء النباتي لمناطق المُستنقعات أساسا من البردي والقصب، إلى جانب إلى النباتات المائية بالكامل مثل الزنابق البيضاء والصفراء والنباتات الحادة. تشمل النباتات المائية في المياه الضحلة للخليج الروبيا والنياض الشوكي.
تشمل الأنواع السمكية التي تعيش في مياه الخليج سمك السلمون الأطلسي وسمك الشيوط وسمك أبو شوكة والهف الأوروبي ورود المشترك وسمك السلمون المرقط البني وسمك التنش والسمك الأنبوبي وسمك البربوط النهري، وسمك الفرخ الأوروبي، وسمك الروش وأسماك الجلكيات وسمك الغارفيش وسمك الكورجون الأوروبي وسمك الأبراميس وسمك الكراكي الرمحي وسمك الصابوغة الأوروبية وسمك الرنكة الأطلسية وسمك البقلس، والسمك الابيض وثعبان البحر الأوروبي وسمك القد الأطلسي، وأنواع سمكية أُخرى. تم عملية الصيد التجاري للأسماك خلال فصلي الربيع والخريف.

## القضايا البيئية

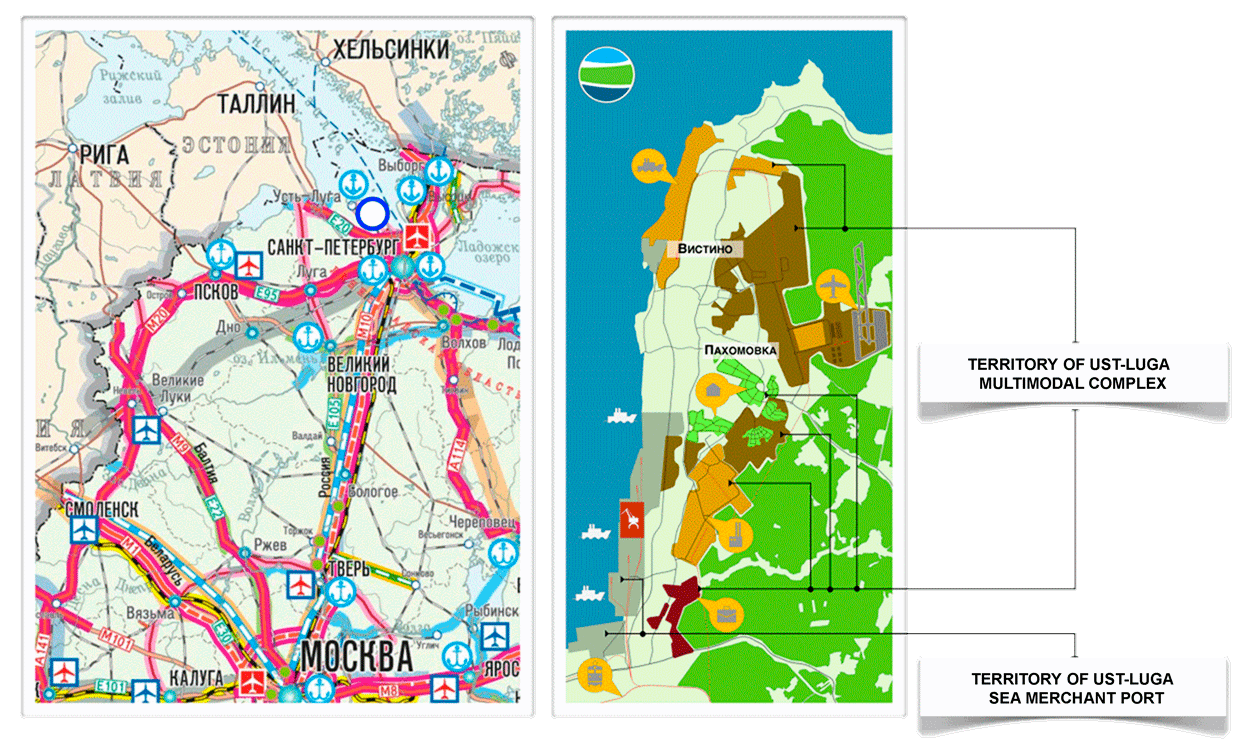
مُجمع أوست لوغا متعدد الوسائط في شبه جزيرة سويكينسكي في منطقة كينغيسيبسكي في شمال غرب روسيا

تُعد الحالة البيئية لخليج فنلندا وخليج نيفا ونهر نيفا غير مرضية، حيث أن المنطقة تعرف تلوثا كبيرا بأيونات الزئبق والنحاس ومبيدات الآفات العضوية الكلورية والفينولات والمنتجات البترولية والهيدروكربونات العطرية متعددة الحلقات. بدأ تنظيف مياه الصرف الصحي في سانت بطرسبرغ في عام 1979، وبحلول عام 1997 تم تنقية حوالي 74٪ من هاته المياه. ارتفع هذا الرقم إلى 85٪ في عام 2005، وإلى 91.7٪ بحلول عام 2008 ، واعتبارًا من عام 2009 كان من المتوقع أن يصل إلى 100٪ بحلول عام 2011 مع استكمال توسعة محطة المياه العادمة الرئيسية. مع ذلك، وفي عام 2008، أعلنت الخدمة الفيدرالية في سانت بطرسبرغ أنه لا يوجد شاطئ في سانت بطرسبرغ يصلح للسباحة.
انخفض محاصيل صيد الأسماك بحوالي 10 مرات بين عامي 1989 و2005. بصرف النظر عن التلوث، هناك سبب آخر لذلك هو الأعمال الهيدروليكية والهندسية. على سبيل المثال، أثر إنشاء موانئ جديدة في أوست لوغا وفايسوتسك وجزيرة فاسيليفسكي بشكل سلبي على تفريخ الأسماك، كما أن أعمال استخراج الرمل والحصى في خليج نيفا بغرض استصلاح الأراضي أثر سلبا على مواقع تفريخ سمك الهف الأوروبي.
أدى إنشاء سد سانت بطرسبرغ إلى التقليل من حجم التبادلات المائية بين خليج نيفا والجزء الشرقي من خليج فنلندا بنسبة 10-20٪، مما أدى إلى زيادة مستوى التلوث في هذا الخليج. كما أن التشبع بالمياه وما يرتبط به من تعفن النباتات يُمكن أن يُؤدي في النهاية إلى زيادة المغذيات في المنطقة.  تحولت بعض المناطق الضحلة بين سانت بطرسبرغ والسد إلى مُستنقعات مائية. من بين الأشياء التي تُثير القلق أيضًا توسيع موانئ النفط في الخليج، وإنشاء مركز لمعالجة الوقود المستهلك من محطة لينينغراد للطاقة النووية.
يعمل ميناء كرونشتاد حاليًا كنُقطة عبور لاستيراد النفايات المشعة إلى روسيا عبر بحر البلطيق. تتكون هاته النفايات في الغالب من سادس فلوريد اليورانيوم المنضب، فيما تُنقل بعض هاته النفايات من سانت بطرسبرغ إلى نوفويورالسك وأنغارسك وغيرها من مُدن شرق روسيا. سيتم نقل نقطة العبور هذه من سانت بطرسبرغ إلى ميناء أوست لوغا، الذي يبعد حوالي 110 كيلومتر (68 ميل) غرب سانت بطرسبرغ، وداخل المنطقة الأمنية الحدودية لروسيا، وفقًا لما قررته الحكومة الروسية سنة 2003. من المُتوقع أنه بعد اكتمال هذا الورش، أن تقل المخاطر البيئية  في مدينة سانت بطرسبرغ. من المُتوقع كذلك أن تكون أوست لوغا أكبر مركز للنقل والخدمات اللوجستية في شمال غرب روسيا. ومع ذلك، تم الإبلاغ في عام 2015 عن تجميد بعض خطط البناء في أوست لوغا، ولم يبدأ بناء مُجمع أوست لوغا متعدد الوسائط، الذي من المُفترض أن يكون نقطة عبور للنفايات النووية.

## مُدن كُبرى
فيما يلي لائحة بالمُدن الكُبرى التي تقع على سواحل خليج فنلندا :
- إسبو
- هامينا
- هانكو
- هلسنكي
- كيركونومي
- كوتكا
- كرنشتات
- Kunda
- Loksa
- لومونوسوف
- لوفيسا
- ماردو
- Narva-Jõesuu
- بلديسكي
- بيتيرهوف
- بورفو
- بريمورسك
- سانت بطرسبرغ
- سسترورتسك
- سيلاما
- سوسنوفاي بور
- تالين
- فيبورغ
- زيلينوغورسك